# Wraczesz
Wraczesz (bułg. Врачеш) – wieś w Bułgarii, w obwodzie sofijskim, w gminie Botewgrad. Według danych szacunkowych Ujednoliconego Systemu Ewidencji Ludności oraz Usług Administracyjnych dla Ludności, 15 września 2022 roku miejscowość liczyła 3021 mieszkańców.

## Osoby związane z miejscowością

### Urodzeni
- Andrzej (Petkow) (1886–1972) – bułgarski biskup prawosławny
- Dimityr Bonowski (1927–1992) – bułgarski rzeźbiarz
- Margarita Czinowa (1951) – bułgarska prawnik, profesor
- Teofiłakt Malinczew (1884–1949) – bułgarski duchowny, rewolucjonista
- Wyno Markow (1819–1901) – bułgarski architekt